# Дуйшебаев, Алекс
Алекс Дуйшебаев Довичебаева (исп. Alex Dujshebaev Dovichebaeva; кирг. Алекс Дүйшөбаев, род. 17 декабря 1992, Сантандер) — испанский гандболист, выступает за польский клуб «Виве Кельце» и сборную Испании. Двукратный чемпион Европы (2018, 2020), бронзовый призёр чемпионата мира 2021 года.
Сын известного гандболиста и тренера Таланта Дуйшебаева (Алекс родился через четыре месяца после того, как его отец стал олимпийским чемпионом в Барселоне). Старший брат гандболиста Даниеля Дуйшебаева.

## Карьера
Алекс Дуйшебаев заключил первый контракт с испанским клубом «Сьюдад Реал», который тренировал Талант Дуйшебаев. В 2010 году Алекс Дуйшебаев перешёл в «Сьюдад де Логроньо», где провёл 2 сезона. В 2012 году Алекс Дуйшебаев перешёл в «Арагон», где по итогам чемпионата Испании стал лучшим бомбардиром со 198 голами. В 2013 году Алекс Дуйшебаев перешёл в македонский клуб «Вардар», с которым выиграл 3 раза чемпионат Македонии, 4 раза выиграл кубок Македонии, а в 2017 году Лигу чемпионов. Его также признали лучшим правым полусредним турнира.

### Сборная Испании
Алекс Дуйшебаев выступает за сборную Испании. Его дебют состоялся 3 января 2014 года в матче против Египта.
Дуйшебаев выигрывал ЧЕ в 2018 и 2020 годах. Особенно его роль была важна на ЧЕ-2020: он был лидером команды по статистическим показателям, но не вошел в символическую сборную, и стал автором победного гола в полуфинале со словенцами.

## Достижения
Командные
- Чемпион Европы: 2018
- Серебряный призёр чемпионата Европы: 2016
- Чемпион Македонии: 2015, 2016, 2017
- Обладатель Кубка Македонии: 2014, 2015, 2016, 2017
- Победитель СЕХА-лиги: 2014, 2017
- Победитель Лиги чемпионов: 2017

Личные
- Лучший правый полусредний чемпионата Европы: 2018
- Лучший правый полусредний Лиги чемпионов ЕГФ: 2016/2017
- Лучший бомбардир чемпионата Испании: 2013
- Лучший бомбардир лиги чемпионов ЕГФ: 2018/19[1]
- Лучший правый полусредний чемпионата Испании: 2012/13[2]
- Boczny Rozgrywający Sezonu: 2016/17[3]

## Награды
- Бронзовая медаль ордена «За спортивные заслуги» (Испания, 2016)[4]
- Медаль «За заслуги перед Македонией» (Македония, 2017)[5]

## Статистика
Статистика Алекса Дуйшебаева в сезоне 2018/19 указана на 31.5.2019
| Сезон        | Клуб               | Лига       | Матчи | Голы | 7-метр | Голы |
| ------------ | ------------------ | ---------- | ----- | ---- | ------ | ---- |
| 2017/18      | Виве Кольце Таурон | Экстралига | 29    | 119  |        |      |
| 2018/19      | Виве Кольце Таурон | Экстралига | 20    | 72   |        |      |
| 2018—по н.в. | Итого              | Экстралига | 49    | 191  |        |      |